# Thinking Skills Assessment
Thinking Skills Assessment (TSA) är ett urvalsprov som används som en del av antagningsprocessen för tillträde till vissa grundutbildningar vid bland annat universitetet i Cambridge, Oxfords universitet, University College London och Handelshögskolan i Stockholm. 

## Format
Testet består av en eller två sektioner, beroende på vilket universitet och vilken kurs studenten söker. Sektion 2 används utöver sektion 1 av Oxfords universitet för vissa kurser.
- Sektion 1 (90 minuter): 50 flervalsfrågor som testar problemlösning (inklusive numeriska och rumsliga resonemang) och kritiska tänkande (inklusive förståelse av argument och resonemang med vardagsspråk).

- Sektion 2 (30 minuter): Kandidaterna måste besvara en uppsatsfråga från ett val av fyra (frågorna är inte ämnesspecifika). Den testar förmågan att organisera idéer på ett tydligt och koncist sätt samt kommunicera dem effektivt skriftligen. [3]